# Rave (plante)
Pour les articles homonymes, voir Rogue (anatomie) (rave de poisson) et Rave party.
Taxons concernés
Le mot rave (parfois rabe, rabette ou rabiole) est un nom commun à plusieurs espèces ; c'est un nom vernaculaire ambigu désignant en français certaines plantes potagères ou fourragères cultivées pour leur racine comestible et par métonymie le légume correspondant. La betterave sucrière, plante industrielle, est sans doute la rave la plus répandue aujourd'hui mais on ne la classe généralement pas  comme  « rave » entendu selon le sens commun.

## Botanique
Rave n'a pas de signification précise en botanique.
C'est une « plante potagère crucifère à racine charnue, aplatie ou arrondie » selon le CNRTL. En réalité, dans le cas du céleri-rave (qui n'est pas une crucifère) et du chou-rave, c'est la base de la tige renflée (ou collet) qui est consommée. Dans le cas du brocoli rave, ce sont les feuilles ou les bourgeons avant floraison (variété cima di rapa en Italie) qui sont consommés.
Ranunculus bulbosus, la renoncule bulbeuse, une renonculacée non comestible est aussi appelée rave de Saint-Antoine et Bryona dioica, la bryone dioïque, une cucurbitacée toxique, rave de serpent.

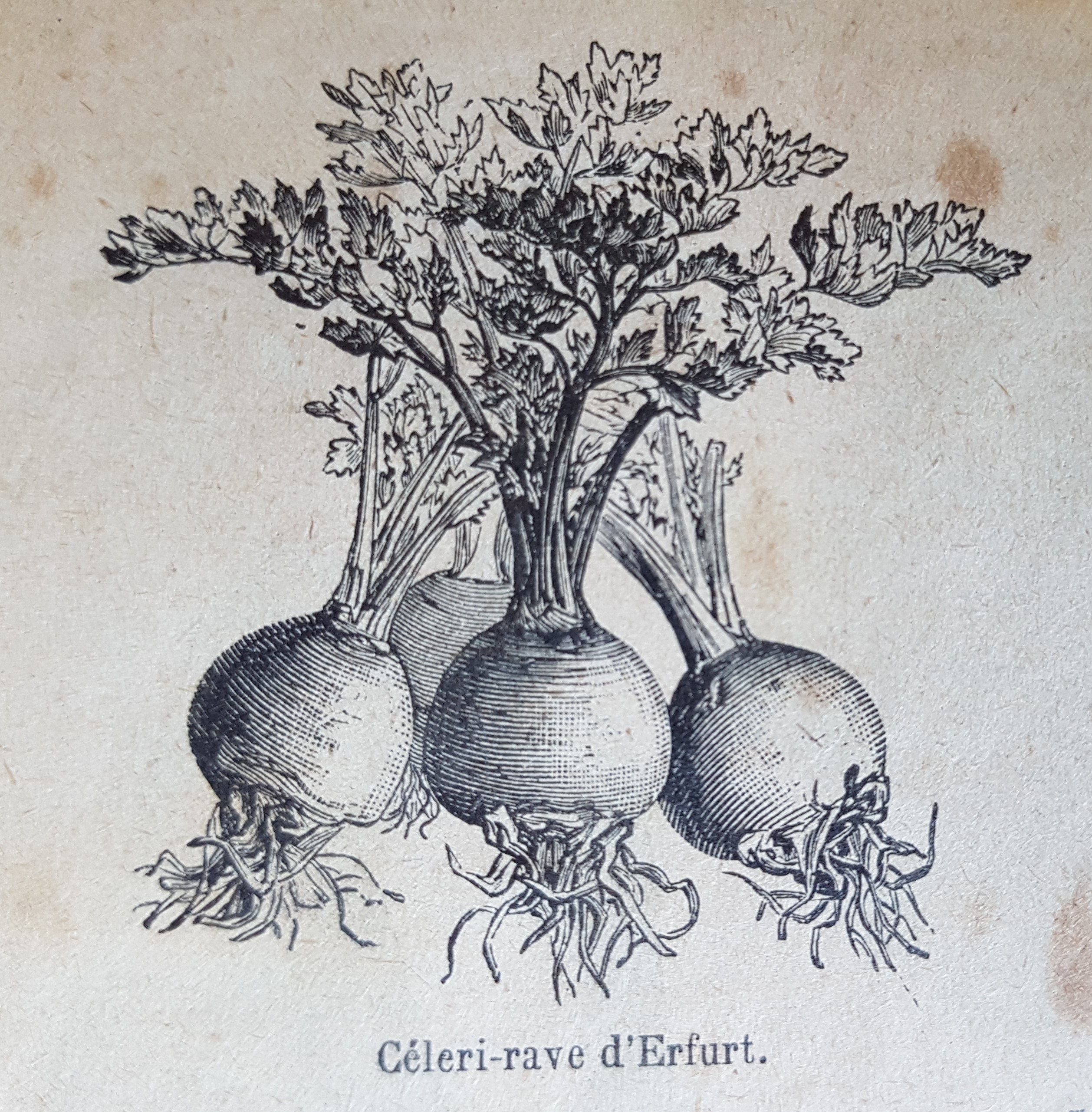
Céleri-rave d'Erfurt, Vilmorin-Andrieux, 1900.

## Plantes potagères ou fourragères

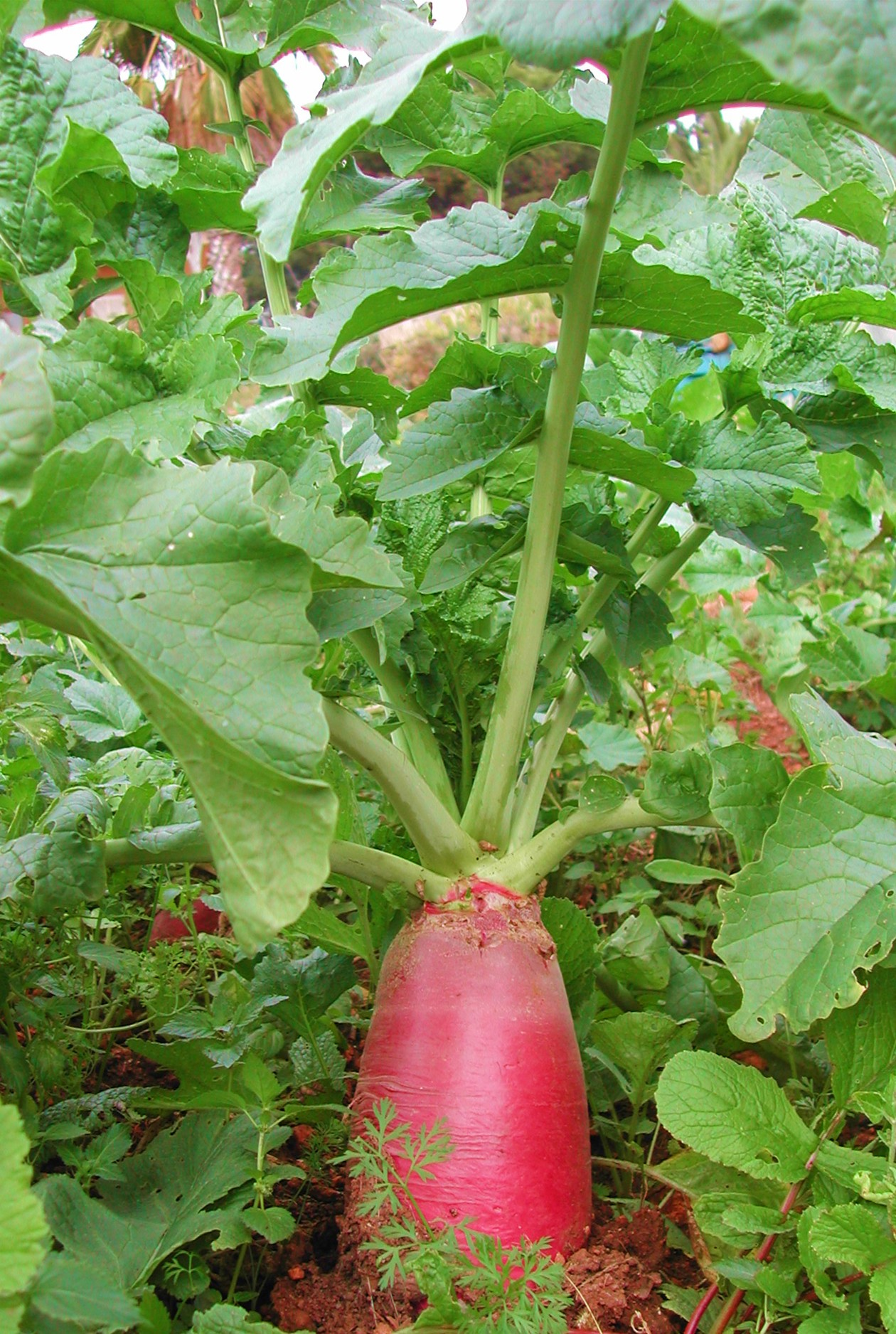
En catalan et occitan, comme en français ancien, rave désigne le radis (raphanus sativus). Majorque, 2007.

D'après Littré, rave désigne premièrement le radis mais aussi le navet et le rutabaga.  Selon le Larousse agricole, rave désignait des variétés anciennes de radis et de navets mais peut désigner aujourd'hui des plantes à racines comestibles du genre brassica, soit : 
- Brassica napus, chou-navet (ou rutabaga)

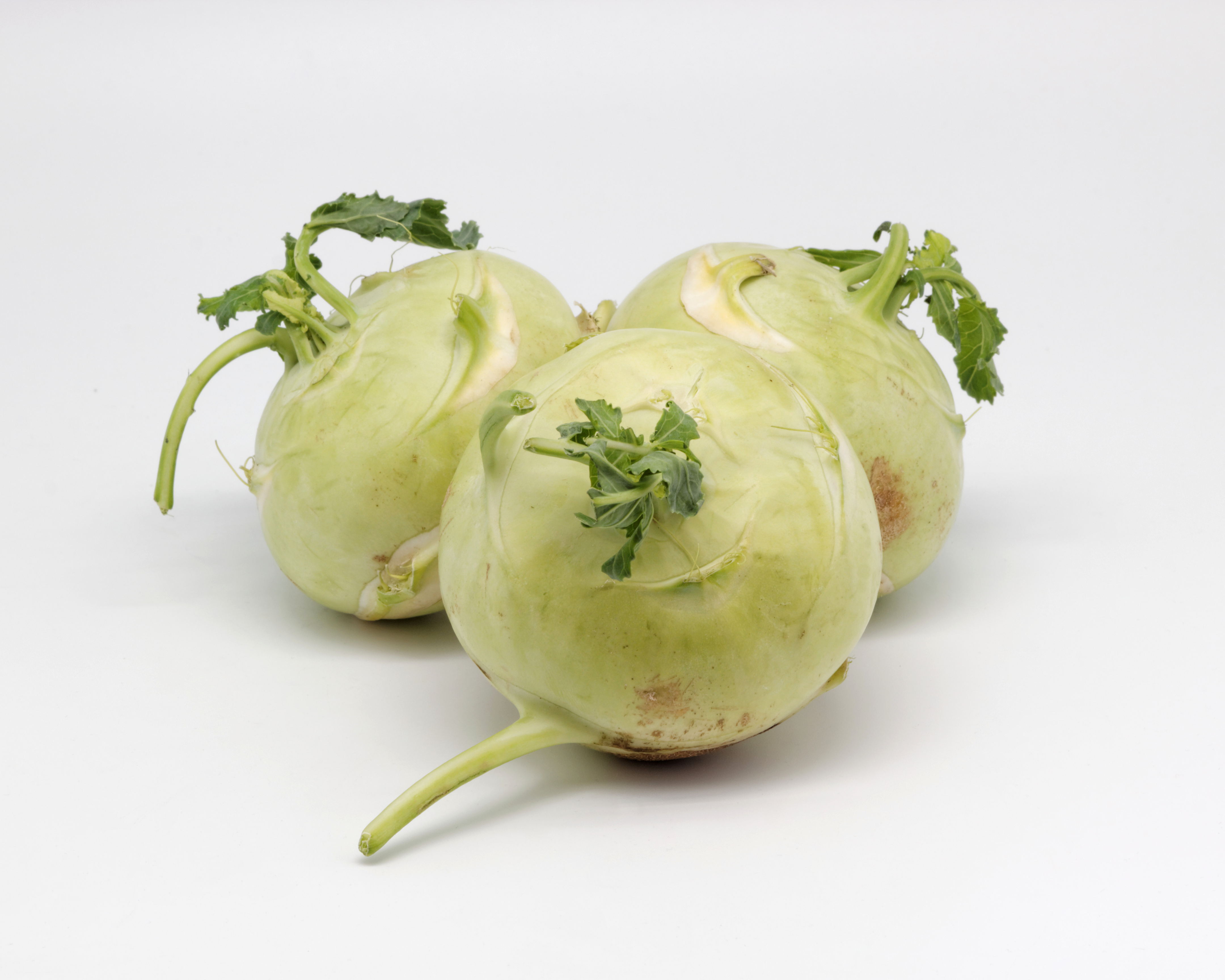
Choux-raves.

- Choux-raves.Brassica oleracea var. gongylodes, chou-rave
- Brassica ruvo, brocoli-rave
- Brassica rapa subsp. rapa, navet
- Brassica juncea napiformis, moutarde brune rave, plante cultivée en Chine (芥菜疙瘩 jie cai ge da) et Corée comme fourrage ou légume[4].

L'utilisation du mot rave seul, trop imprécis, tombe aujourd'hui en désuétude en dehors des domaines historique et littéraire mais Il rentre encore dans la formation de noms composés :
- betterave - Beta vulgaris
- chou-rave
- brocoli-rave
- céleri-rave - Apium graveolens
- radis-raves : variétés de radis longs et pointus[5]
- La rave de Saint-Antoine (renonculacée), immangeable par les humains est consommée en foin par les ruminants car elle a alors perdu son acidité. Elle est déterrée et très recherchée par les porcs pour lesquels elle ne présente pas de caractères de toxicité[6],

et de noms de variétés :
- Rave d'Auvergne hâtive à collet rouge : variété de navet légume
- Rave d'Auvergne : variété de navet fourrager
- Rave du Limousin : variété de navet fourrager
- Rave d'automne : certaines variétés de navet en Suisse[7]
- Radis-rave d'Amiens
- Céleri-rave d'Erfurt.

Logiquement, en allemand, on inclut parmi les raves (Rüben) les apiacées suivantes :
- cerfeuil tubéreux (Kerbelrübe (de))
- panais
- persil tubéreux (à ne pas confondre avec l'œnanthe safranée, mortelle).

Ces trois dernières sont aussi des « légumes oubliés » jugés succulents par les amateurs. Cerfeuil et persil tubéreux sont encore rares en France.

### Vocabulaire apparenté
Rabiole (ou rabioule selon Littré) désigne une plante dont la racine est une sorte de gros navet, rond, large et aplati, commun dans beaucoup de régions de France, surtout en Limousin, et au Québec. En Poitou, rabiole désignait des navets longs et blancs (souvent des variétés fourragères). Ils ont été très utilisés sous l'occupation pendant la seconde guerre mondiale car ils n'étaient pas réquisitionnés.
Rabe, rabette et ravette étaient aussi utilisés selon les régions.
Un ravier était à l'origine un petit plat dans lequel on servait les radis mais aussi selon Littré, le silo dans lequel on conservait les raves et une ravière un champ planté de raves.

### Importance historique des raves

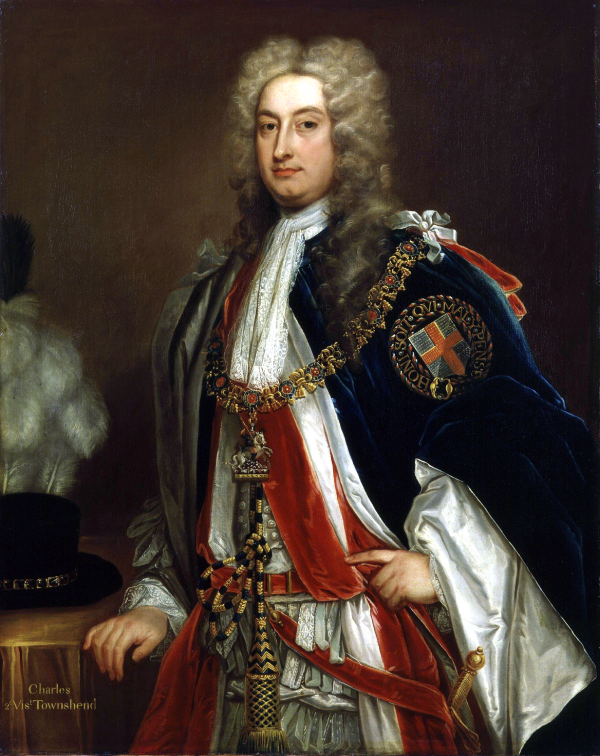
L'homme d'état anglais Charles « Turnip » Townshend, ardent propagateur de la rotation de Norfolk (le comté de ses origines), gagna son surnom d'après un nom de rave ; turnip signifiant navet ou turnep en français.

Jusqu'au XVIIIe siècle, la culture des raves reste souvent cantonnée au jardin, en effet ces cultures qui se développent en été sont incompatibles avec la pratique de la vaine pâture à laquelle est soumise la sole principale sous l'Ancien Régime. Elles sont aussi facilement détruites par le gros gibier.  Leur culture devient possible dans les renclôtures et est bientôt vue comme l'un des piliers techniques permettant de supprimer la jachère, avec la culture des prairies artificielles (luzerne, trèfle). D'abord pratiqué aux Pays-Bas, ce système prend en Angleterre le nom de rotation de Norfolk : rotation de quatre ans sans jachère comprenant successivement blé, raves, orge et trèfle (Histoire de l'agriculture#Europe : les révolutions agricoles de 1650 à 1850). Les raves sont considérées comme des plantes nettoyantes (ou plantes sarclées) car il faut les sarcler et les biner ce qui permet de rompre les cycles de reproduction des adventices. Leurs racines pivotantes contribuent aussi à l'ameublissement du sol. Leur culture est promue par les physiocrates. Pour les paysans, c'est aussi un moyen de s'assurer une sécurité alimentaire, tant pour leurs animaux que pour leur famille. Les raves retrouvent ce rôle précieux pendant les deux guerres mondiales alors que les pommes de terre sont réquisitionnées au profit des soldats du front ou des populations des pays envahisseurs.

## Mycologie
L'odeur de rave désigne une odeur raphanoïde, rappelant le radis ou la pomme de terre crue (odeur de l'amanite citrine, par exemple).

## Cuisine
La rave salée est un plat cuisiné, spécialité de Franche-Comté. La légende raconte que des graines de raves ont été ramenées des campagnes napoléoniennes par un habitant d'Audincourt, donnant leur surnom aux habitants : les Croque-Raves. La rave est râpée, fermentée et salée pour être conservée tout l'hiver par lactofermentation comme la choucroute. Les raves salées sont couramment cuisinées avec de la saucisse de Montbéliard. Cette préparation analogue à la choucroute est aussi connue en Lorraine et en Alsace (süri Rüewe). En Suisse elle est appelée compote de raves.
En Chine, la racine bulbeuse de brassica juncea napiformis est appréciée pour faire des pickles.
La betterave potagère, Beta vulgaris subsp. vulgaris, généralement vendue cuite, et le navet sont des légumes communs aujourd'hui.
Le bortsch est une des bases traditionnelles de la cuisine des pays de l'Est européen. Ce potage comprend généralement de la betterave (bortsch rouge) mais aussi d'autres raves (bortsch blanc ou zurek).
La soupe aux raves était un plat paysan commun en Europe occidentale autrefois, comme le pot-au-feu qui comprend presque toujours des raves.
Il y a peu de différences entre variétés fourragères et variétés potagères, aussi en cas de pénurie, on utilisait les variétés fourragères plus productives pour la consommation humaine. Cela a été le cas pendant les deux dernières guerres mondiales en Europe. Il en est resté une réputation désastreuse pour ces légumes qui ont été accommodés à toutes les sauces, en particulier en Allemagne, (voir Steckrübenwinter). Au Québec, les rabioles sont restées un légume populaire.
En Écosse, on célèbre tous les 25 janvier le souper de Burns, du nom du poète paysan Robert Burns, chantre de l'Écosse. Cette célébration considérée comme fête nationale comprend obligatoirement un repas avec haggis accompagné de navets ou/et de rutabagas (mais aussi de pommes de terre et de whisky).

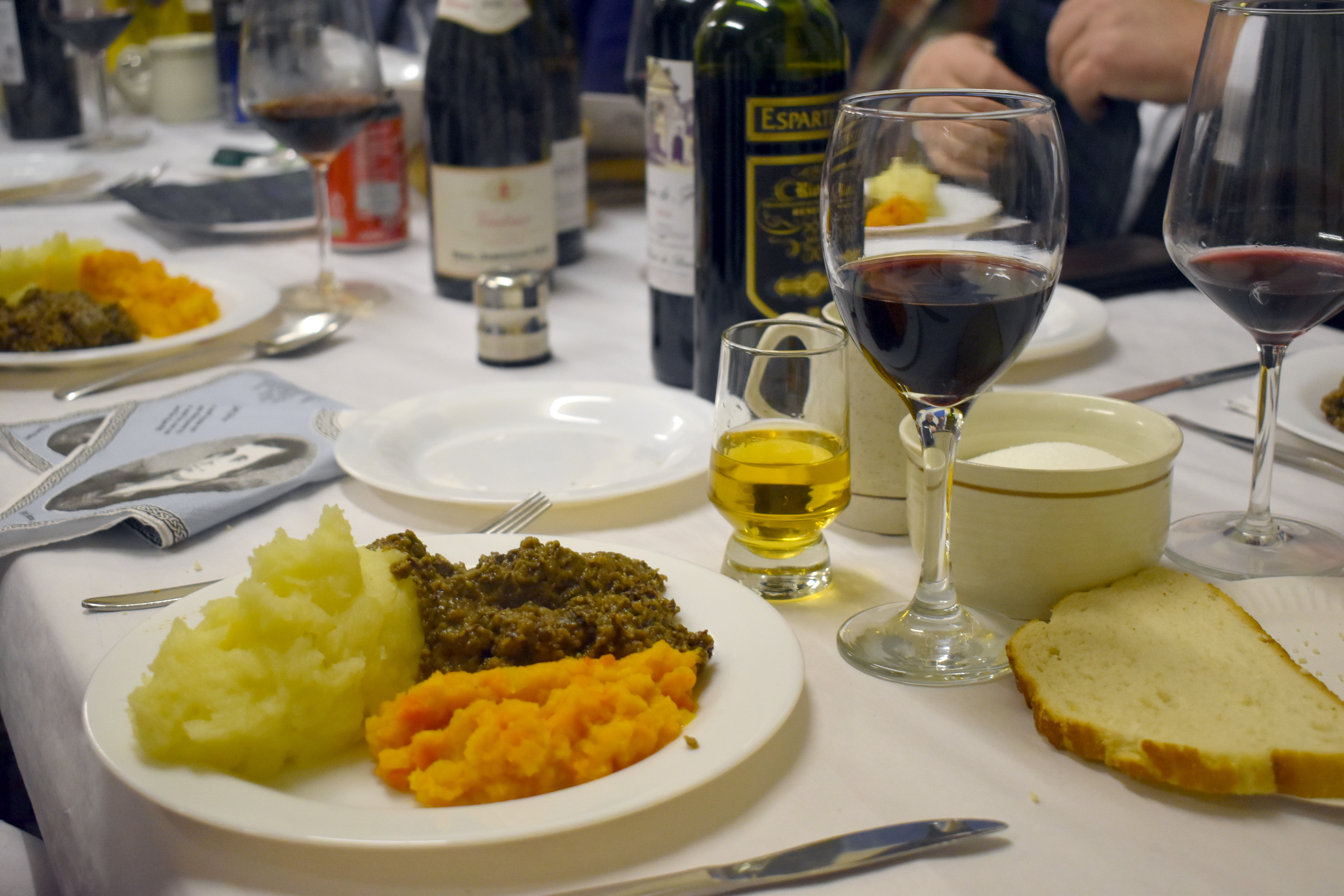
Souper de Burns traditionnel au Dundee Burns Club, le 25 janvier 2020. Dans l'assiette : haggis, purée de rutabagas (swedes ou neeps), purée de pommes de terre.

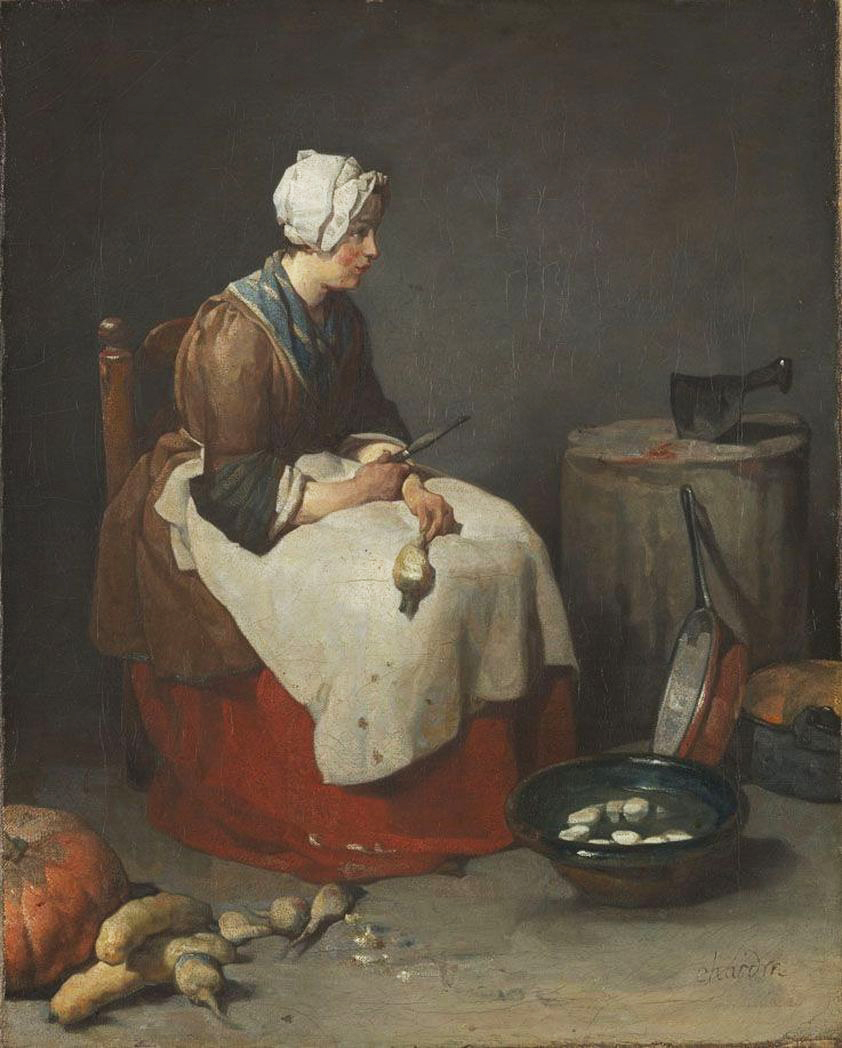
Épluchage des raves. Die Rübenputzerin ou la fille de cuisine de Jean-Baptiste Siméon Chardin, vers 1740.

## Utilisation fourragère[14]

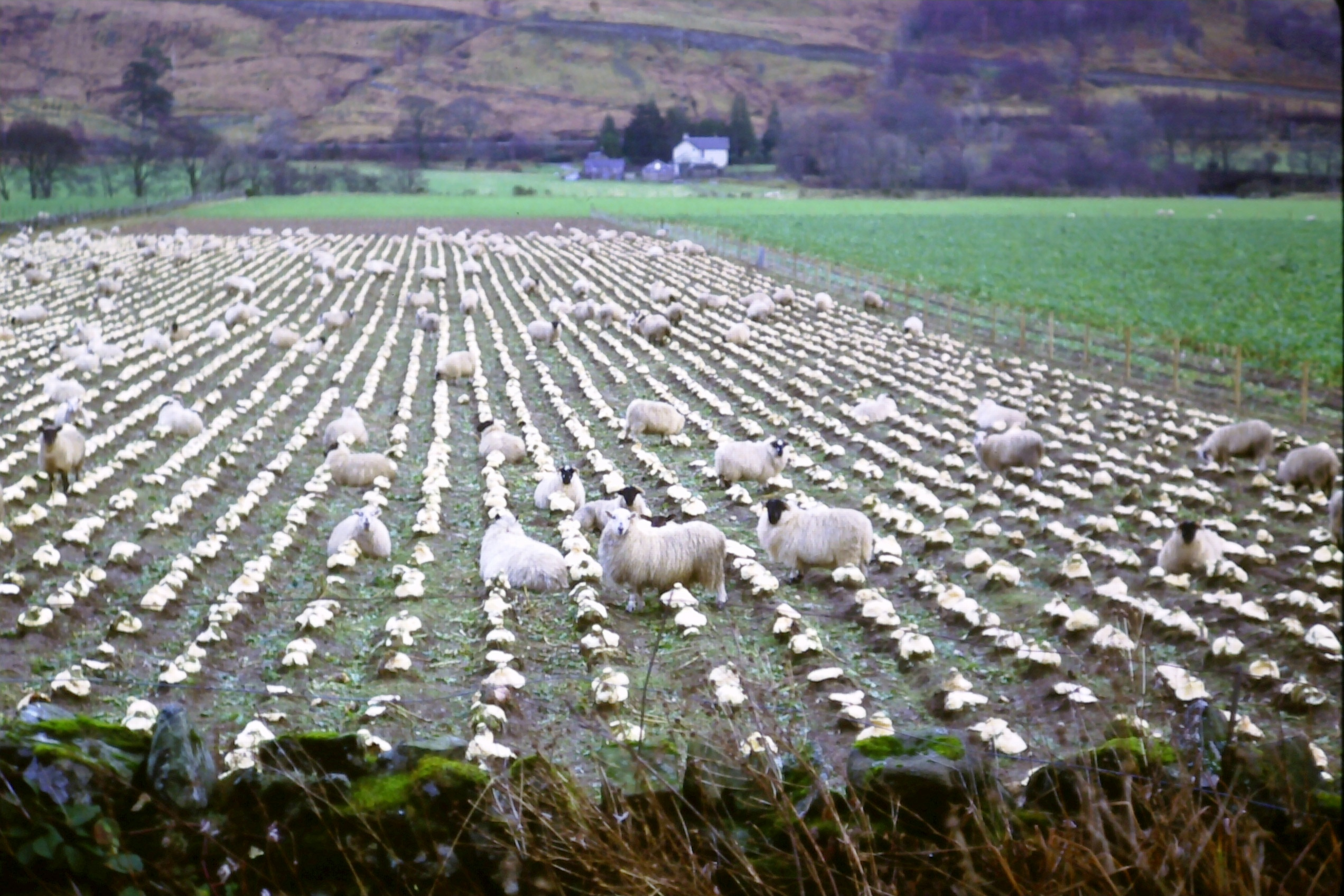
Moutons pâturant des navets en Écosse, Argyll, 1985.

Les raves constituaient une des bases de l'alimentation hivernale des bovins, moutons et chèvres avant la généralisation de l'ensilage en complément du foin. Toutes les sortes de raves ont été employées y compris le radis dont il existait des variétés fourragères géantes. En Grande-Bretagne, les navets, radis et choux-raves étaient communément  pâturés par les moutons et le sont encore parfois.
La betterave fourragère n'est apparu qu'à la fin du XVIIIe siècle en Rhénanie. Elle a progressivement remplacé les autres raves dans l'alimentation animale avant de l'être à son tour par l'ensilage. Son rendement est en effet supérieur à condition qu'elle reçoive une fumure importante. Elle reste peu employée dans l'alimentation des bovins bien que sa récolte et sa distribution soient entièrement mécanisables.
Le rutabaga, plus résistant au froid s'est maintenu plus longtemps dans les pays nordiques, d'où son nom ancien de suède.
Les raves se conservent en terre avant les fortes gelées et plus généralement en silos semi-enterrés, aérés et abrités. En les déterrant au champ, on prélevait le feuillage qui était toujours donné aux animaux même s'il s'agissait de variétés potagères. Les écarts de triage de l'industrie légumière sont récupérables pour les animaux.